# Shota Saito (fodboldspiller, født 1996)
Shota Saito (født 7. december 1996) er en japansk fodboldspiller.
Han har spillet for flere forskellige klubber i sin karriere, herunder Urawa Red Diamonds og Mito HollyHock.